# Calypso bulbosa
La calipso (Calypso bulbosa (L.) Oakes, 1842) è una pianta della famiglia delle Orchidacee, diffusa nell'emisfero boreale. È l'unica specie del genere Calypso.

## Descrizione

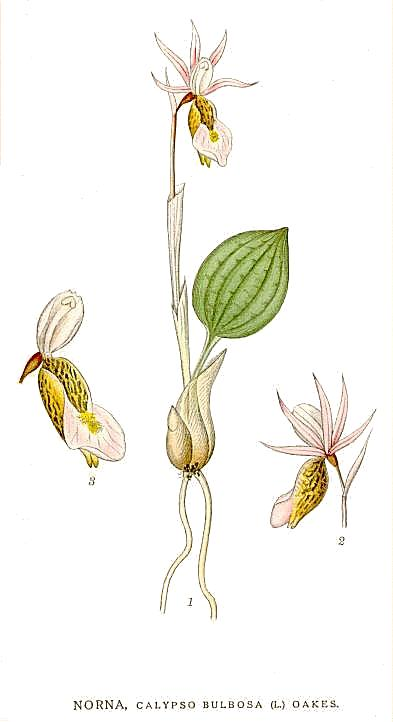

È una pianta erbacea geofita bulbosa con fusto alto 8–20 cm. Presenta un'unica foglia ovale con apice appuntito, di colore verde scuro, lucida, che in genere secca nei periodi più caldi dell'anno.
All'inizio della primavera produce un unico fiore (raramente due) dall'intenso profumo di vaniglia, con sepali e petali  rosa-purpurei e labello da bianco a rosa con punteggiature purpuree, lungo 15–23 mm, ricoperto alla base da una fitta peluria giallastra.

## Biologia
Questa specie può essere classificata tra i “fiori ingannevoli”: i suoi fiori, privi di nettare, attraggono gli insetti impollinatori  (apoidei del genere Bombus) grazie al loro aspetto appariscente e all'odore intenso ma, ad impollinazione avvenuta, l'insetto non ottiene nessuna ricompensa.

## Distribuzione e habitat
Calypso bulbosa ha un areale circumpolare che comprende la parte settentrionale di America (Stati Uniti e Canada), Europa (Svezia, Finlandia, Lapponia e Russia) e Asia (Siberia e Giappone).

## Tassonomia
Ne sono state descritte quattro varietà:
- Calypso bulbosa var. bulbosa - diffusa in Eurasia
- Calypso bulbosa var. americana (R. Br.) - diffusa in Nord America, ad est delle Montagne rocciose
- Calypso bulbosa var. occidentalis (Holz.) - diffusa in Nord America, nell'area del Pacifico
- Calypso bulbosa var. japonica - diffusa in Giappone

## Conservazione
La Lista rossa IUCN classifica Calypso bulbosa come specie prossima alla minaccia di estinzione (Near Threatened).